# کنوت برینیلدسن
کنوت برینیلدسن (نروژی: Knut Brynildsen; ۲۳ ژوئیهٔ ۱۹۱۷ – ۱۵ ژانویهٔ ۱۹۸۶) بازیکن فوتبال اهل نروژ بود.
از باشگاه‌هایی که در آن بازی کرده‌است می‌توان به باشگاه فوتبال فردریکستاد اشاره کرد.
وی همچنین در تیم ملی فوتبال نروژ بازی کرده‌است.